# Orimarga (Orimarga) seticosta
Orimarga (Orimarga) seticosta is een tweevleugelige uit de familie steltmuggen (Limoniidae). De soort komt voor in het Palearctisch gebied.